# ربودن مرورگر
ربودن مرورگر (Browser hijacking) نوعی نرم‌افزار ناخواسته است که تنظیمات مرورگر وب را بدون اجازه کاربر تغییر می‌دهد تا تبلیغات ناخواسته را به مرورگر کاربر تزریق کند. یک رباینده مرورگر ممکن است صفحه اصلی، صفحه خطا یا موتور جستجوی موجود را با صفحه اصلی خود جایگزین کند. اینها معمولاً برای اجبار بازدیدکنندگان به بازدید از یک وب سایت خاص استفاده می‌شوند و درآمد تبلیغاتی آن را افزایش می‌دهند.
برخی از ربایندگان مرورگر همچنین حاوی نرم‌افزارهای جاسوسی هستند، به عنوان مثال، برخی از آنها یک کی لاگر را برای جمع‌آوری اطلاعاتی مانند جزئیات احراز هویت بانکی و ایمیل نصب می‌کنند. برخی از ربایندگان مرورگر همچنین می‌توانند به رجیستری در سیستم‌های ویندوز (اغلب به صورت همیشگی) آسیب بزنند.
در حالی که برخی از هک کردن مرورگرها را می‌توان به راحتی بازگرداند، اما برخی موارد ممکن است به سختی قابل برگشت باشد. بسته‌های نرم‌افزاری مختلفی برای جلوگیری از چنین تغییراتی وجود دارد.
بسیاری از برنامه‌های هک کردن مرورگر در بسته‌های نرم‌افزاری دیگر گنجانده شده‌اند و کاربر آن‌ها را انتخاب نکرده‌است و به‌عنوان «پیشنهاد اضافه» در نصب‌کننده برنامه دیگری گنجانده می‌شود، که اغلب دستورالعمل‌های حذف نصب، یا مستنداتی در مورد کارهایی که انجام می‌دهند ارائه نمی‌دهند و به گونه ای طراحی شده‌اند که برای کاربر عادی گیج کننده باشد تا آنها را فریب دهد تا این نرم‌افزارهای اضافی ناخواسته را نصب کنند.
چندین روش وجود دارد که هکرهای مرورگر برای ورود به سیستم عامل از آنها استفاده می‌کنند. پیوست‌های ایمیل و فایل‌های دانلود شده از طریق وب‌سایت‌ها و تورنت‌های مشکوک، تاکتیک‌های رایجی هستند که هکرهای مرورگر از آن استفاده می‌کنند.

## امنیت

### نرم‌افزار امنیتی سرکش
برخی از نرم‌افزارهای امنیتی سرکش صفحه شروع را نیز ربوده و معمولاً پیامی مانند "WARNING! رایانه شما به نرم افزارهای جاسوسی آلوده شده‌است!" تا به صفحه فروشنده ضد جاسوس افزار منتهی شود. هنگامی که کاربر نرم‌افزار خود را بخرد، صفحه شروع به تنظیمات عادی بازمی‌گردد. برنامه‌هایی مانند WinFixer شناخته شده‌اند که صفحه شروع کاربر را ربوده و آن را به وب سایت دیگری هدایت می‌کنند.

### صفحات دامنه ناموجود
هنگامی که کاربر نام یک وب سایت را تایپ می‌کند (به عنوان مثال wikipedia.org) از سیستم نام دامنه سؤال می‌شود و در صورت وجود، DNS آدرس IP وب سایت را برمی‌گرداند. اگر کاربر نام یک وب سایت را اشتباه تایپ کند، DNS یک پاسخ دامنه غیرموجود (NXDOMAIN) را برمی‌گرداند.
در سال ۲۰۰۶، ارت‌لینک شروع به هدایت نام‌های دامنه اشتباه تایپ شده به صفحه جستجو کرد. این کار با تفسیر کد خطا NXDOMAIN در سطح سرور انجام شد. این اعلامیه منجر به بازخوردهای منفی زیادی شد و EarthLink خدماتی را بدون این ویژگی ارائه کرد.

### عمل
برنامه‌های ناخواسته اغلب شامل هیچ علامتی مبنی بر نصب بودنشان نیستند، و هیچ دستورالعملی برای حذف یا انصراف ندارند.
اکثر برنامه‌های هک کردن دائماً تنظیمات مرورگرها را تغییر می‌دهند، به این معنی که انتخاب‌های کاربر در مرورگر خودشان بازنویسی می‌شوند. برخی از نرم‌افزارهای آنتی‌ویروس، نرم‌افزار ربودن مرورگر را به عنوان نرم‌افزار مخرب شناسایی می‌کنند و می‌توانند آن را حذف کنند. برخی از برنامه‌های اسکن نرم‌افزارهای جاسوسی دارای عملکرد بازیابی مرورگر هستند تا تنظیمات مرورگر کاربر را به حالت عادی برگرداند یا هنگامی که صفحه مرورگر آنها تغییر کرد به آنها هشدار می‌دهد.

## اجتناب
از مایکروسافت ویندوز ۱۰، مرورگرهای وب دیگر نمی‌توانند بدون دخالت بیشتر خود را به عنوان پیش‌فرض کاربر تنظیم کنند. تغییر مرورگر وب پیش‌فرض باید به صورت دستی توسط کاربر از صفحه «برنامه‌های پیش‌فرض» تنظیمات انجام شود، ظاهراً برای جلوگیری از ربودن مرورگر.